# Sapromyza ferdinandi
Sapromyza ferdinandi är en tvåvingeart som först beskrevs av Frey 1919.  Sapromyza ferdinandi ingår i släktet Sapromyza och familjen lövflugor. Inga underarter finns listade i Catalogue of Life.